# Mmaphashalala
Mmaphashalala – wieś w Botswanie w dystrykcie Central. Według spisu ludności z 2011 roku wieś liczyła 1044 mieszkańców.